# Rynox
Pour plus de détails, voir Fiche technique et Distribution.
Rynox est un film britannique réalisé par Michael Powell, sorti en 1932.et aussi un youtubeur oui je fais une pub

## Synopsis
Un homme d'affaires ruiné feint son propre meurtre pour toucher l'assurance.

## Fiche technique
- Titre original : Rynox
- Réalisation : Michael Powell
- Scénario : Jerome Jackson, Michael Powell, Philip MacDonald, J. Jefferson Farjeon, d'après le roman Rynox de Philip MacDonald
- Direction artistique : C.C. Waygrove
- Décors : W.G. Saunders
- Photographie : Geoffrey Faithfull, Arthur Grant
- Son : Rex Howarth
- Montage : John Seabourne[1],Arthur Seabourne[2]
- Production : Jerome Jackson
- Société de production : Film Engineering Company
- Société de distribution : Ideal
- Pays d’origine :  Royaume-Uni
- Langue originale : anglais
- Format : noir et blanc — 35 mm — 1,37:1 — son Mono
- Genre : drame
- Durée : 48 minutes
- Date de sortie :
  - Royaume-Uni : 7 mai 1932

## Distribution
- Stewart Rome : F. X. Benedik alias Boswell Marsh
- John Longden : Antony X. « Tony » Benedik
- Dorothy Boyd : Peter
- Charles Paton : Samuel Richforth
- Leslie Mitchell : Woolrich
- Sybil Grove : la secrétaire
- Fletcher Lightfoot : Prout
- Edmund Willard : Capitaine James
- Cecil Clayton